# Anacanthobatis donghaiensis
Anacanthobatis donghaiensis is een vissoort uit de familie van de pootroggen (Anacanthobatidae). De wetenschappelijke naam van de soort is voor het eerst geldig gepubliceerd in 1983 door Deng, Xiong & Zhan.